# 新赫雷貝尼克
46°55′13″N 30°5′4″E / 46.92028°N 30.08444°E
新赫雷貝尼克（羅馬化：Novyi Hrebenyk）是位於烏克蘭西南部敖德萨州羅茲迪利納區羅茲迪利納市鎮的村莊。該村始建於1920年，面積0.97平方公里，海拔高度120米，2001年人口23，人口密度每平方公里23.71人。